# تناقض هتل بزرگ هیلبرت
تناقضِ هتل بزرگ هیلبرت (پارادوکس هتل بی‌نهایت یا هتل هیلبرت ) یک آزمایش فکری است که ویژگی متناقض‌نمای مجموعه‌های بی‌نهایت را نشان می‌دهد. نشان داده شده‌است که یک هتل کاملاً اشغال‌شده با تعداد بی‌نهایت اتاق، ممکن است هنوز هم میهمانان اضافی، حتا تعداد بی‌نهایتی از آنان را در خود جای دهد. این روند ممکن است بی‌نهایت مرتبه تکرار شود. این ایده توسط دیوید هیلبرت در یک سخنرانی در سال ۱۹۲۴ مطرح شد.

## توضیح مسئله
هیلبرت هتلی را با شماره اتاق‌های ۱، ۲، ۳ و غیره را بدون حد بالای تعداد اتاق فرض می‌کند. به تعداد این اتاق‌ها، بی‌نهایت شمارا می‌گویند. در ابتدا همهٔ اتاق‌ها اشغال شده‌اند. سپس یک یا چند مهمانِ جدید وارد می‌شوند و هر کدام انتظار دارند اتاقی دراختیارشان قرار گیرد. یک هتل معمولی و محدود نمی‌تواند برای آن‌ها اتاق جدیدی فراهم کند. با‌این‌حال، می‌توان نشان داد که در هتل بی‌نهایت اشاره‌شده، مهمانانی که از قبل داخل هتل هستند و همچنین مهمانان تازه‌وارد، حتی تعداد نامحدودی از آن‌ها، می‌توانند در هتل جای بگیرند.